# Ірландсько-англосаксонське письмо

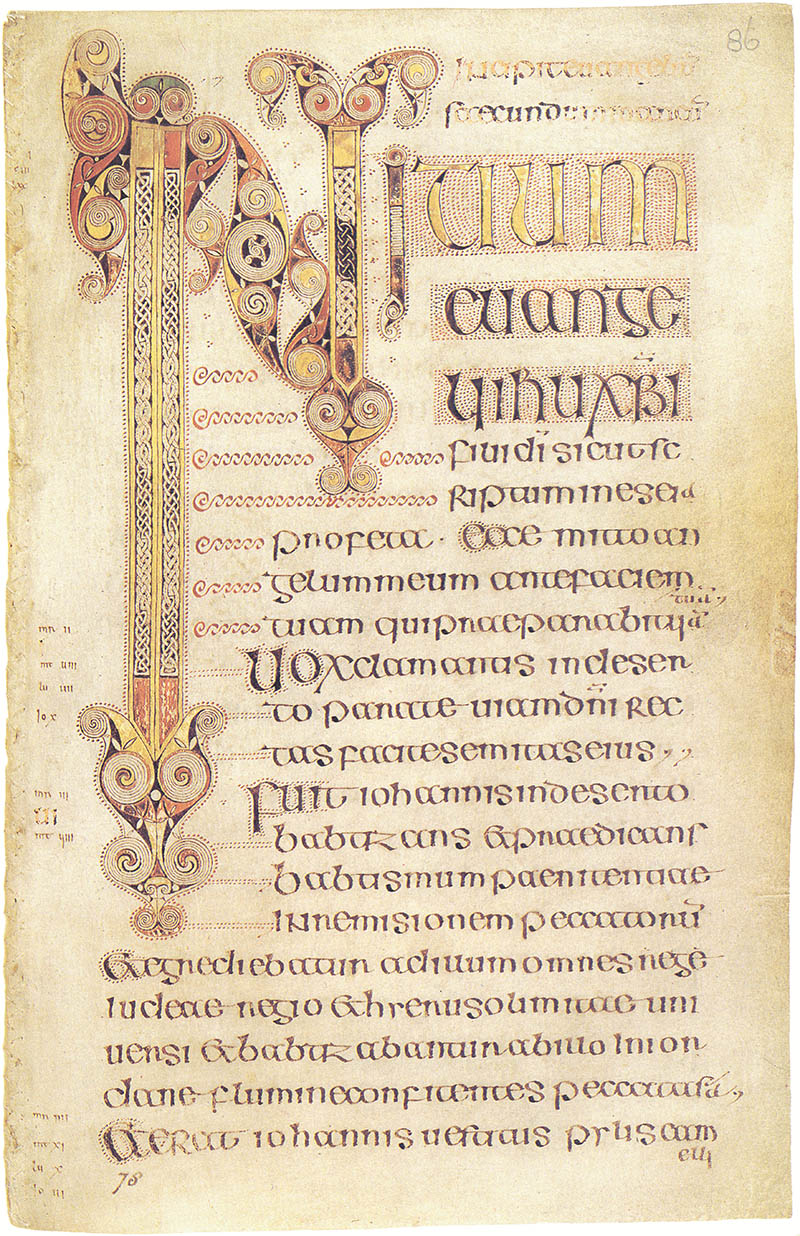
Перша сторінка Євангелія Марка

Ірла́ндсько-англосаксо́нське письмо́ — форма напівуніціалу, один з історичних етапів розвитку латинського письма.

## Історія
Разом з християнською релігією мандрівні ченці-місіонери поширювали і християнське письмо. Таким шляхом напівунціальне письмо перейшло у VI сторіччі до Ірландії, а звідти й далі до найближчих сусідів — англосаксів. Римський курсив був абсолютно невідомий на Британських островах. Тому напівунціальне письмо в цих країнах мало своєрідну форму, іншу ніж на материку. Пізніше різні модифікації англосакського письма стали розповсюджуватися і на материку іммігрантами, відомими під назвою «Шотландських ченців». Вони засновували у Франції, Німеччині, Швейцарії та Італії монастирі з скрипторіями (писемними палатами, від лат. scriptor — писар, переписувач). Школи які виникли в цих скрипторіях зіграли помітну роль в подальшому розвитку письма.
Ірландський-англосакське письмо запозичило багато від рун (письма, поширеного серед давніх германців) і від грецького капітального письма, тому округлі букви перетворювалися часто в тверді і надломлені. У лігатурах (злитих буквах, від лат. ligare — зв'язувати), утворених з букв капітального листа і унціала, помічається незвична сміливість виконання. У письмі помітні акуратні проміжки між словами і мале число скорочень. Їх стало помітно більше в IX сторіччі.
VII–VIII сторіччя часто називаються «Золотим століттям» ірландської культури. Ця назва обумовлена поза сумнівом і досягненнями в мистецтві письма. Ірландсько-англосакське письмо вийшло з ужитку лише після закінчення XIII століття (у епоху ранньої готики), не зважаючи на те, що на Британських островах каролінське письмо був відоме вже в IX сторіччі.